# Stazione di Bashamichi
La stazione di Bashamichi (馬車道駅?, Bashamichi-eki) è una stazione ferroviaria metropolitana di Yokohama, nella prefettura di Kanagawa che si trova nel quartiere di Naka-ku ed è servita dalla linea ● Linea Minatomirai della metropolitana di Yokohama, gestita dalla compagnia privata Ferrovia Yokohama Minatomirai. La stazione è la quarta della linea una volta lasciato il capolinea di Yokohama e il codice di stazione è (MM04).

## Storia
La stazione venne inaugurata assieme alla linea metropolitana il 1º febbraio 2004.

## Linee
Ferrovia Yokohama Minatomirai
● Linea Minatomirai

## Struttura
La stazione è costituita da due binari passanti sotterranei con un marciapiede a isola centrale.
| 1 | ● Linea Minatomirai |  | per Motomachi-Chūkagai |
| 2 | ● Linea Minatomirai |  | per Yokohama e, via linea Tōkyū Tōyoko, Musashi-Kosugi, Shibuya, via linea Fukutoshin, Ikebukuro, via linea Seibu Ikebukuro, Tokorozawa e, via linea Tōbu Tōjō, Hannō |

## Stazioni adiacenti
| «                             | Servizio           | »                 |
| Linea Minatomirai             | Linea Minatomirai  | Linea Minatomirai |
| ----------------------------- | ------------------ | ----------------- |
| Minatomirai                   | Locale             | Nihon-ōdōri       |
| Minatomirai                   | Espresso           | Nihon-ōdōri       |
| Minatomirai                   | Espresso pendolari | Nihon-ōdōri       |
| L'Espresso Limitato non ferma |                    |                   |